# 長野吉彰
長野 吉彰（ながの よしあき、1925年（大正14年）7月3日 - 2016年（平成28年）8月31日）は、日本の銀行家。肥後銀行頭取、熊本経済同友会代表幹事、九州山口経済連合会副会長等を歴任した。1988年藍綬褒章。

## 人物
熊本県玉名郡弥富村（現：玉名市）生、熊本市出身。
九州大学経済学部卒業後、肥後銀行入行。各部長等を歴任後、1984年には同行初のプロパーとして、頭取に就任した。
9年間の頭取在任時は、1985年9月には東証、大証1部への上場。新事務センターを建設し第三次オンラインシステム稼動を実現させた。また、業容の拡大に取り組み、1990年には預金残高2兆円、融資残高1兆5000億円の達成も成し遂げた。さらに、国際化と金融の自由化への対応をはかるためシンガポール駐在員事務所も開設した。このほか流通経済を中心に調査を行う財団法人地域流通経済研究所を設立や肥後の水資源愛護賞を創設もした。
1987年には、自身の後継者として金融の国際化、資金証券に強い人材として富士銀行常務であった稲垣精一を自らスカウト。頭取職を委ね会長に退いた。
2016年8月31日、死去。同年10月6日には熊本市内のホテルでお別れの会が開かれ、蒲島郁夫熊本県知事ら約1500人が参列した。
2009年に肥後銀行頭取に就任した甲斐隆博は娘婿にあたる。

## 略歴
- 旧制熊本県立熊本中学校（現：熊本県立熊本高等学校）卒業。
- 旧制第五高等学校卒業。
- 1951年（昭和26年）- 九州大学経済学部卒業後、肥後銀行入行。
  - 以降、企画課長、長崎支店長、業務推進部長等を歴任する。
- 1970年（昭和45年）- 取締役業務推進部長委嘱。
- 1975年（昭和50年）- 常務取締役業務推進部長委嘱。
- 1978年（昭和53年）- 専務取締役業務推進部長委嘱。
- 1980年（昭和55年）- 副頭取。
- 1984年（昭和59年）- 頭取。
- 1993年（平成5年） - 会長。
- 2001年（平成13年）- 常任顧問。
- 2016年（平成28年）- 死去。

## 著書
- 『銀行業務の変化に対応する行動基準「渉外活動効率化必携」』 新実業出版社、1979年。
- 『生涯稽古 (シリーズ・私を語る) 』 熊本日日新聞社、1994年。ISBN 978-4905884507。